# Saçbağlı Sultan
Saçbağlı Sultan, död 1694, var en gemål (slavkonkubin) till den osmanske sultanen Ibrahim I. 
Historiker accepterar i allmänhet att hon kom från norra Kaukasus. Den allmänt accepterade teorin är att hon var en släkting till Mahidevran Hatun, en gemål till Suleiman den store (regent 1520–1566). Ryktet spred sig långt och brett tills det nådde öronen på Khan från Krim, som beordrade hennes kidnappning genom att betala tusentals påsar med guld till tartarerna. De tog henne till Khan och han tränade henne tills han tog henne till Istanbul och presenterade henne för Kösem Sultan och hon gavs till hans son Ibrahim som en speciell gåva.
En annan teori säger att hon helt enkelt var en vanlig kvinna som kidnappades i en ottomansk räd och att hon var slav till Fatma Sultan, en av Ibrahims systrar. Han lade märke till henne och tog henne som sin konkubin.
År 1644 födde hon sin första son, Şehzade Selim, och blev hans femte Haseki sultan. Hon födde senare Bican Sultan, och tros ha fått ytterligare två barn, men på grund av förlusten av register är detta inte känt. Leyla tycks inte ha varit en viktig gemål, och trots att hon födde två barn, varav det ena var en potentiell tronarvinge, rapporterar dåtidens ambassadörer att hon var en politiskt obetydlig gemål, och bara ägnade sig åt att uppfostra sina barn.
Efter Ibrahims avsättning och avrättning 1648 utvisades Saçbağli till Gamla palatset med sin dotter. Medan hennes son var inlåst med sina halvsyskon i den berömda Altin Kafes, som ligger i haremet, planerade Leyla i hemlighet att sätta sin son på tronen, enligt en venetiansk ambassadör som skrev ett brev 1656, men fick inte mycket stöd på grund av sin låga status, och upptäcktes senare av en eunuck hos Turhan Sultan och blev nästan utvisad från Istanbul; men detta saknar giltighet och kan helt enkelt ha varit ett dåligt skämt.
När Selim var 25 år gammal blev han allvarligt sjuk i mitten av september 1669. Han dog slutligen månaden därpå, i oktober. Den privata handväskan registrerade att han var smittad av smittkoppor från en tjänare som levererade hans mat. Selims begravning hölls den 30 oktober under strikta försiktighetsåtgärder. Begravningen var välbesökt av olika ambassadörer som angav att Mehmed IV var djupt berörd av sin brors död. I sina brev betonade ambassadörerna Selims intelligens och vänlighet, och hur de beklagade förlusten av en så genuin person.